# Seznam hrvaških inženirjev
Seznam hrvaških inženirjev.

## A
- Vasilij Andrejev (Rus)
- Ivan Arar

## B
- Nenad Bičanić (1945-2016)
- Zoran Bonačić Mandinić
- Josip Boncelj (slov.-hrv.)
- Marko Boncelj
- Davor Bonefačić
- Tomo Bosanac
- Ante Bosnić
- Ruđer Bošković
- Fran Bošnjaković (1902-1993)
- Stanislav Josip Britvec (Britwez)
- Franjo Brozinčević († 1933) (hrv.-švicarski avtomobilski inženir)
- Rudolf Broz
- Bogdan Budimirov (1928-2019)
- Stevan Bukl
- Petar Bukovac
- Rudolf Buljan

## Č
- Lojze Čampa (1935–2000) (gozdar)

## Ć
- Krešimir Ćosić (general)

## D
- Anton Dolenc (slov.-hrv.)
- Josip Doljak (1852-1927) (slov.-hrv.)

## F
- (Mijo Filipović 1869-1948) (utemeljitelj zagrebškega zoološkega vrta in njegov prvi upravnik)
- Rudolf Fizir
- Stanko Flögl (1885-1975)
- Jure Francišković

## G
- Krešimir Gjurašin (hidrotehnik)
- Stanislav (Staša) Glaser (slov.-hrv.-nemški)

## H
- Franjo Hannaman (1878-1941)
- Jaroslav Havliček (1879-1950)
- Vinko Hlavinka
- Stjepan Horvat (1895-1985) (geodet)
- Josip Hribar (1907-1993)
- Ivan Hruška (1919-1997)

## I
- Josip Ivančić (1877-1968)

## J
- Krešimir Jakić (1928-) (ladijski inž.)
- Krešimir Jakopčić (1930-2016)
- Mato Janković (1909-1991)
- Milan Jenčič (1908-1993)
- Branko Jeren (1951-)
- Ivo Jerman

## K
- Aleksander Kaiser (1882-1969)
- Dragutin Kaiser (Kajzer) (1914-1969)
- Tomislav Kelemen (1932-2023)
- Dušan Klepac
- Josip Klepac
- Franjo Knebl (1915-2006)
- Blaž Knez (1928-2007)
- Ivan Knežević - vsaj 2
- Josip Kajetan Knežić (1786-1848)
- Otokar Kohout
- Ivan (Ivo) Kollin
- Vilim Korošec
- Vesna Kos
- Vladimir Kos (1922-2007)
- Zorko Kos
- Zlatko Kostrenčić
- Adolf Košak
- August Košutič (1893-1964) (politik HSS)
- Josip Kotnik (1923-1990) (raketni...)
- Slobodan Kralj
- Ladislav Kreuh (slov.-hrv.)
- Vjera Krstelj (1939 -)
- Elso Kuljanić
- Mijo Kundak
- Krupa
- Drago (Dragutin) Kunstelj (Trst, 1909-1980, Zgb) (slov.-hrv.)
- Marijan Kunštić
- Marcel Kušević
- Rajko Kušević (1894-1966)

## L
- Ivan Legac (ceste)
- Rajko Lipold (1908-2003)
- Božidar Liščić (1929-2020)
- Vladimir Logomerac (1914-1980)
- Dražen Lončar
- Ivan Lončar (1909-2001)
- Josip Lončar (1891-1973)
- Rudolf Lončarić (1932-2020)
- Hrvoje Lukatela
- Ivan Lupis-Vukić (Giovanni Lupis von Rammer)

## M
- Slavko Macarol (1914-1984)
- Marko Majcen (1924- ?)
- Josip Makuc (1897-1958)
- Niko Malešević (1901-1982)
- Ilija Mamuzić (1940-)
- Dragutin Mandl (1892-1959)
- Pavao Mardešić (1895-1978)
- Osman Muftić (1934-2010)
- Vladimir Muljević (1913-2007) inženir elektrotehnike in leksikograf

## P
- Branko Petrović (1896–1971)
- Zlatko Plenković (1917–2003)
- Miroslav Plohl (1881–1939)
- Zvonimir Potočić (1912–1999)
- Hrvoje Požar (1916–1991)

## R
- Mladen Radujković (1952)
- Zvonimir Richtmann

## S
- Joza Serdar
- Petar Slapničar
- Ante Supuk
- Stjepan Szavits-Nossan (1894–1970)

## Š
- Stanko Šram (1919-2006)

## T
- Alois Tavčar (slov.-hrv.)

## U
- Aleksandar Ugrenović (1883-1958)

## V
- Faust Vrančić

## Z
- Juraj Zagoda

## Ž
- Aljoša Žanko